# Mahoenui (Nouvelle-Zélande)

La ville de Mahoenui  est une petite localité située dans l’ouest de l’Île du Nord de la Nouvelle-Zélande.

## Situation
Elle siège sur le cours du fleuve  Awakino, près de la ville de Piopio et celle de Te Kuiti.

## Géographie
Mahoenui est située dans le King Country  a approximativement 50 km à l’intérieur des terres par rapport à la côte ouest de l’Île du Nord. 
La topographie est vallonnée voir franchement montagneuse avec de petites zones alluviales près des torrents et de la rivière.

## Économie
La principale activité est l’élevage ovin, avec aussi de  l’élevage bovin et l’élevage laitier mais à un moindre degré.

## Histoire
La famille «Croall» vivait sur les bords de la rivière Awakino dans les années 1920 et 1930, se contentant d’avoir pour vivre des terres peu valables économiquement mais suffisantes pour survivre selon les méthodes agricoles traditionnelles des fermes. 
Charles Croall, sr, se déplaça vers Hamilton, établissant une entreprise de construction nommée «Croall Construction», pour  y faire des maisons en-masse pour le gouvernement. 
Ce type de lotissements devint très connue sous le nom d e State house ou maisons d’état (en) dans la région et furent typiquement habitées par des communautés formées de personnes avec un faible niveau socio-économique. 
Un grand nombre de ces maisons ont été depuis, vendues à des acheteurs privés, individuellement ou en lots, et rénovées .

## Éducation
Mahoenui a une petite école primaire avec un effectif de seulement 6 enfants.